# Франц, герцог Текский
Франц Пауль Людвиг Александр, герцог Текский (нем. Herzog Franz Paul Karl Ludwig Alexander von Teck; 27 августа 1837, Вена, Австрийская империя, — 21 января 1900, Уайт Лодж, Ричмонд-парк, Великобритания) — представитель побочной ветви Вюртембергского дома, член британской королевской семьи, отец королевы Марии Текской. Кавалер ордена Бани.

## Биография
Франц Пауль Людвиг Александр родился 27 августа 1837 года в Вене. Он стал старшим ребёнком и единственным сыном принца Александра Пауля Людвига Константина Вюртембергского (генерала австрийской армии) и его жены, венгерской графини Клаудины Редеи фон Киш-Реде. Брак его родителей был морганатическим, поэтому принц Александр и всё его потомство не имело прав на корону Вюртемберга. Франц с момента рождения носил титул граф Гогенштейн, пожалованный его матери австрийским императором Фердинандом I. У него было две сестры, Клаудина (1836—1894) и Амелия (1838—1893, жена графа Пауля фон Хюгеля). Мать Франца в 1841 году погибла из-за несчастного случая.
В 1863 году Франц получил от короля Вюртембергского титул князь фон Тек по названию одноименного замка XII века; с 1871 года он был герцогом Текским. Обладая громким титулом, он всё же не был равен по положению большинству европейских принцев и соответственно имел мало шансов на брак с представительницей какого-либо правящего дома. Однако принц Уэльский Эдуард познакомил Франца со своей кузиной Марией Аделаидой Кембриджской, внучкой по отцу короля Великобритании Георга III. Эта принцесса из-за своей чрезмерной полноты до 30 с лишним лет не вышла замуж, а потому её двоюродная сестра королева Виктория согласилась выдать её за князя Текского.
Брак был заключён 12 июня 1866 года в церкви Святой Анны в Кью. Супруги поселились в Кенсингтонском дворце, а в 1870 году переселились в особняк в Ричмонд-парке. Основным финансовым источником для них были выплаты Марии Аделаиде от королевы Виктории (5 тысяч фунтов стерлингов в год) и от матери (ещё 4 тысячи фунтов). Этих денег всегда не хватало, поскольку герцог и герцогиня жили на широкую ногу: покупали дорогую одежду, отдыхали за границей, устраивали званые приёмы для аристократии. Они влезли в долги и в 1883 году были вынуждены уехать за границу под именем графа и графини фон Гогенштейн. В 1885 году они вернулись в Великобританию. Мария Аделаида попросила королеву дать мужу титулование Королевское Высочество, но та отказала, ограничившись предоставлением в честь 50-летия своего правления титула Высочество (1887).
Финансовое положение герцога Франца улучшилось в 1891 году, когда его дочь стала женой внука Виктории Джорджа, герцога Йоркского (впоследствии короля Георга V). В 1897 году умерла Мария Аделаида, и после этого герцог Текский жил уединённо, не принимая участия в официальных мероприятиях. Он умер 21 апреля 1900 года в своём особняке в Ричмонд-парке. Впрочем, ходили слухи, будто умер он в одном из публичных домов Вены и будто его тело было тайно привезено в Лондон для похорон в королевской усыпальнице.

## Семья
У Франца Текского было четверо детей:
- принцесса Викто́рия Мари́я Авгу́ста Луи́за О́льга Паули́на Клоди́на Агне́сса (26.05.1867 — 24.03.1953) — супруга Георга V, короля Великобритании и Ирландии, императора Индии, имели шестерых детей, в числе которых короли Эдуард VIII и Георг VI[12];
- принц Адо́льф Ча́рльз Алекса́ндр А́льберт Э́двард Гео́рг Фили́пп Луи́ Ладисла́ус (13.08.1868 — 23.10.1927) — герцог Текский. В 1917 году он отказался от немецких титулов, принял фамилию Кембридж, король Георг V пожаловал ему титулы маркиза Кембриджского, графа Элтема и виконта Нортхаллертона. Был женат на леди Маргарет Гровенор, дочери 1-го герцога Вестминстерского, имел четырёх детей[13];
- принц Франци́ск Ио́сиф Леопо́льд Фредери́к (09.01.1870 — 22.10.1910) — принц Текский, женат не был, потомков не оставил[14];
- принц Алекса́ндр Авгу́ст Фредери́к Вильге́льм А́льфред Гео́рг (14.04.1874 — 16.01.1957) — британский военачальник, генерал-майор, генерал-губернатор Южно-Африканского Союза в 1924—1931 годах, генерал-губернатор Канады в 1940—1946 годах, в 1917 году отказался от немецких титулов и принял фамилию Кембридж, от короля Георга V ему был пожалован титул графа Атлона. Был женат на принцессе Алисе Марии Виктории Августе Полине, дочери принца Леопольда, герцога Олбани, и принцессы Елены Вальдек-Пирмонтской, внучке королевы Виктории. Имели двух сыновей и дочь[15].

|                                                                            |  |  |  |
| Дети герцогов Текских, слева направо: Мария, Адольфус, Франциск, Александр |  |  |  |